# We are F・Marinos
「We are F・Marinos」（ウィーアー　エフ・マリノス）は、ゆずによる横浜F・マリノスのサポーターズソング。2005年7月13日に試合会場限定シングルとしてセーニャ・アンド・カンパニーから発売された。

## 概要
横浜F・マリノスのサポーターズソング。横浜国際総合競技場などでのホームゲームと、同スタジアム脇のスタジアムショップ「トリコロールワン」にて販売された。現在は完売。マリノスの試合前にはスタジアムでこの曲が流れ、公式チアグループがダンスをする。
2014年7月10日から横浜市営地下鉄ブルーラインの新横浜駅で、2016年1月23日からはJR横浜線の小机駅でも発車メロディとして使用されている。
ゆず公式サイトのディスコグラフィーにはシングルとして記載されているが、「○thシングル」というナンバリングはされておらず他のシングル作品とは区別されている。

## 収録曲
1. We are F・Marinos 
  - 作詞：マリノスサポーター&ゆず、作曲：北川悠仁